# Parafia św. Sebastiana w Skomielnej Białej
Parafia św. Sebastiana w Skomielnej Białej – rzymskokatolicka parafia terytorialnie i administracyjnie należąca do dekanatu jordanowskiego archidiecezji krakowskiej. Za datę jej erygowania przyjmuje się rok 1896. 

## Historia
W 1550 roku w Skomielnej powstał pierwszy kościół (z fundacji Jana Spytka Jordana). W tymże roku nastąpiło przeniesienie Skomielnej z parafii Łętownia do parafii Rabka. 
W 1776 zakończono budowę modrzewiowego kościoła pod wezwaniem św. Sebastiana. 31 sierpnia 1896 po wielu staraniach biskup krakowski Jan Duklan Puzyna mianował pierwszego duszpasterza, księdza Jana Pabjana. (Ze względu na sytuację w Monarchii Austro-Węgierskiej nie doszło wtedy do formalnego erygowania nowej parafii). Dokonał tego dopiero 70 lat później, 14 kwietnia 1966 roku, ówczesny arcybiskup krakowski, Karol Wojtyła. 
3 września 1939, w odwecie za czynny opór stawiany przez 10. Brygadę Kawalerii płk. Stanisława Maczka w bitwie pod Jordanowem, wojska niemieckie palą część wsi wraz z drewnianym kościołem. Przez wiele lat funkcję kościoła pełnił tymczasowy barak, wybudowany na fragmencie obecnego cmentarza i poświęcony 20 stycznia 1941 roku.
Po wojnie, w wyniku wieloletnich starań, wybudowana została nowa świątynia, utrzymana w stylu neoromańskim z charakterystyczną wieżą dzwonnicy. 27 czerwca 1985 roku arcybiskup Franciszek Macharski dokonał aktu konsekracji nowej świątyni. Rok później został rozebrany barak tymczasowej świątyni.

## Proboszczowie
- ks. Ryszard Pawluś (2007–2025)[2]
- ks. Bogusław Nagel (2025– )[3]